# Tapixaua callida
Tapixaua callida är en spindelart som beskrevs av Alexandre B. Bonaldo 2000.
Tapixaua callida ingår i släktet Tapixaua och familjen flinkspindlar. Inga underarter finns listade i Catalogue of Life.